# 神谷律
神谷 律（かみや りつ、1947年4月20日 - ）は、日本の生物学者。専門は、細胞生物学、生物物理学。東京大学名誉教授。

## 来歴
東京大学教養学部基礎科学科を卒業後、名古屋大学大学院理学研究科を修了した。理学博士号を取得。
名古屋大学理学部助手、助教授、東京大学理学系研究科教授を歴任。

## 業績
名古屋大学理学研究科・朝倉昌の下で、細菌鞭毛繊維が環境条件に応じて種々のらせん型に多型変換する現象を発見し、フラジェリン・アロステリック転移モデルに重要な証拠をもたらした。また緑藻クラミドモナスを使った真核生物繊毛（鞭毛）の研究では、多数の運動異常変異株の単離・解析により、力発生を担うダイニン腕に関して新知見を多く発表した。それまで同一視されていたダイニン外腕と内腕が構造、機能ともに大きく異なることを示した研究はよく知られている。

## 親族
父は神谷宣郎、母は神谷美恵子。母方の祖父は前田多門である。前田陽一は伯父。

## 著書
単著
- 『太古からの9+2構造　繊毛のふしぎ』岩波書店<岩波科学ライブラリー>、2012年

共著
- 『細胞の運動』（丸山工作との共著）培風館、1992年

共編
- 『細胞のかたちと運動』（宝谷紘一との共編）共立出版<シリーズ・ニューバイオフィジックスII-5>、2000年
- 『細胞の生物学』（鈴木範男との共編）培風館<日本動物学会監修 シリーズ21世紀の動物科学6>、2007年
- 『ベーシックマスター 細胞生物学』（尾張部克志との共編）オーム社、2009年